# 斜果菊
斜果菊（学名：Plagiobasis centauroides）为菊科斜果菊属下的一个种。